# Jonathan Marshall
Jonathan Marshall (Shepherd (Texas), 16 settembre 1997) è un giocatore di football americano statunitense che milita nel ruolo di defensive tackle per i Pittsburgh Steelers della National Football League (NFL).

## Carriera

### New York Jets
Marshall college giocò a football ad Arkansas. Fu scelto dai New York Jets nel corso del sesto giro (207º assoluto) del Draft NFL 2021. Nella sua stagione da rookie disputò 4 partite, nessuna delle quali come titolare, mettendo a segno 2 tackle.

### Pittsburgh Steelers
Il 14 dicembre 2022 Marshall firmò con i Pittsburgh Steelers.